# Lang lebe der Tod
Lang lebe der Tod ist das vierte Studioalbum des deutschen Rappers und Sängers Casper. Es erschien am 1. September 2017 über das Label Sony Music Entertainment.

## Produktion
Das Album wurde von Markus Ganter produziert. Zusätzliche Produktionen stammen von Silkersoft, Blvth, Drunken Masters, Stickle und Portugal. The Man.

## Covergestaltung
Das Cover des Albums ist recht schlicht gehalten und zeigt schwarzen Stacheldraht vor weißem Hintergrund. Auf Schriftzüge wurde verzichtet.

## Gastmusiker
Auf drei Liedern des Albums treten neben Casper andere Künstler in Erscheinung. So ist der Titelsong Lang lebe der Tod eine Kollaboration mit den Sängern Blixa Bargeld und Dagobert sowie der Indie-Rock-Band Sizarr. Auf Keine Angst wird Casper von dem Musiker Drangsal unterstützt und auf Lass sie gehen sind der Rapper Ahzumjot und die US-amerikanische Band Portugal. The Man vertreten.

## Titelliste
1. Lang lebe der Tod (feat. Blixa Bargeld, Dagobert, Sizarr) – 4:03
2. Alles ist erleuchtet – 3:53
3. Keine Angst (feat. Drangsal) – 4:00
4. Sirenen - Prolog – 0:49
5. Sirenen – 2:37
6. Lass sie gehen (feat. Ahzumjot, Portugal. The Man) – 4:42
7. Morgellon – 3:58
8. Wo die wilden Maden graben – 4:02
9. Deborah – 3:25
10. Meine Kündigung – 2:53
11. Flackern, Flimmern – 6:19

## Rezeption

### Kritiken
| Professionelle Bewertungen | Professionelle Bewertungen |
| -------------------------- | -------------------------- |
| Kritiken                   |                            |
| Quelle                     | Bewertung                  |
| laut.de                    | [ 2 ]                      |

Jan Ehrhardt von der Internetseite laut.de bewertete Lang lebe der Tod mit vier von möglichen fünf Punkten. Das Album verleihe „Caspers Innerstem Ausdruck, Texte und Melodie bilden seine Persönlichkeit ab. Es besticht mit Diversität, mit einer Melange verschiedenster Einflüsse, Wendungen und Widmungen“. Die Lieder „Alles ist erleuchtet oder das punkige Wo die wilden Maden graben“ werden als „Highlights“ hervorgehoben. Das Werk sei „vielleicht nicht Caspers emotionalstes Album. Auch nicht das linientreuste. Aber es ist das ehrlichste. Genau darin liegt seine Daseinsberechtigung.“
Skinny von rap.de bewertete das Album ebenfalls positiv. Lang lebe der Tod liefere „ein interessantes Gesamtbild“ aus „wild zusammengetragenen Genre-Einflüssen“. Die einzelnen Songs griffen dabei „einheitlich ineinander, ohne große Ähnlichkeiten aufzuweisen“. Der Rapper beherrsche sein Handwerk und spiele „lyrisch in der absoluten Oberliga“.
Daniel Fersch von MZEE.com zog sogar das Fazit, dass dieses Album von Casper „das größte und gewaltigste Werk seiner gesamten Karriere“ sei. Außerdem erklärte er, „die Furcht vor dem Unabwendbaren im Herzen, nimmt der Musiker seine Hörer bei der Hand und zelebriert aufgrund genau dieser Angst das Leben. Der Tod als Antrieb für das Leben. All das Grauen und der Hass – in und um uns – als Inspiration für wunderschöne Musik.“
Bei der Echoverleihung 2018 wurde das Album in der Kategorie Kritikerpreis national nominiert, unterlag aber Montenegro Zero von Haiyti.

### Bestenlisten
laut.de listete Lang lebe der Tod auf Platz 12 der besten Rapalben des Jahres 2017.
Die Juice setzte Lang lebe der Tod auf Rang 3 der besten Deutschrap-Alben 2017.

## Kommerzieller Erfolg

### Chartplatzierungen und Singles
Lang lebe der Tod stieg am 8. September 2017, wie schon die beiden vorigen Studioalben Caspers, auf Platz 1 in die deutschen Albumcharts ein. In den deutschen Album-Jahrescharts 2017 belegte es Platz 36.
Bereits am 27. Juni 2016 wurde der Titelsong Lang lebe der Tod als erste Single veröffentlicht, der Platz 59 der Charts erreichte. Am 19. Juni 2017 erschien die zweite Auskopplung Sirenen, gefolgt von den Liedern Keine Angst und Alles ist erleuchtet. Zudem wurden Musikvideos zu Lass sie gehen und Flackern, Flimmern veröffentlicht.
| ChartsChartplatzierungen | Höchstplatzierung | Wochen |
| ------------------------ | ----------------- | ------ |
| Deutschland (GfK)        | 1 (15 Wo.)        | 15     |
| Österreich (Ö3)          | 2 (6 Wo.)         | 6      |
| Schweiz (IFPI)           | 2 (4 Wo.)         | 4      |

| ChartsJahrescharts (2017) | Platzierung |
| ------------------------- | ----------- |
| Deutschland (GfK)         | 36          |

### Auszeichnungen für Musikverkäufe
| Land/Region        | Auszeichnungen für Musikverkäufe (Land/Region, Auszeichnung, Verkäufe) | Verkäufe |
| ------------------ | ---------------------------------------------------------------------- | -------- |
| Deutschland (BVMI) | Gold                                                                   | 100.000  |
| Insgesamt          | 1× Gold ·                                                              | 100.000  |